# Triggiano
Triggiano is een gemeente in de Italiaanse provincie Bari (regio Apulië) en telt 26.206 inwoners (28-02-2021). De oppervlakte bedraagt 20,0 km², de bevolkingsdichtheid is 1366 inwoners per km².

## Demografie
Triggiano telt ongeveer 9426 huishoudens. Het aantal inwoners steeg in de periode 1991-2001 met 6,5% volgens cijfers uit de tienjaarlijkse volkstellingen van ISTAT.
| Jaar | Inwoneraantal |
| ---- | ------------- |
| 1991 | 24.698        |
| 2021 | 26.206        |

## Geografie
De gemeente ligt op ongeveer 15 meter boven zeeniveau.
Triggiano grenst aan de volgende gemeenten: Bari, Capurso, Noicattaro.